# NGC 5333
NGC 5333 este o galaxie lenticulară situată în constelația Centaurul. A fost descoperită în 2 iulie 1834 de către John Herschel. Se află la o distanță de 34,45 de megaparseci de Pământ.